# ورخنی آرشی
ورخنی آرشی (به لاتین: Verkhny Arshi) یک منطقهٔ مسکونی در روسیه است که در شهرستان لواشینسکی واقع شده‌است.